# Miami ePrix 2015
Der Miami ePrix 2015 (offiziell: 2015 FIA Formula E Miami ePrix) fand am 14. März auf der Formel-E-Rennstrecke Miami in Miami, USA statt und war das fünfte Rennen der FIA-Formel-E-Meisterschaft 2014/15. Es handelte sich um den ersten Miami ePrix und um das erste Rennen der FIA-Formel-E-Meisterschaft in Nordamerika.

## Bericht

### Hintergrund
Nach dem Buenos Aires ePrix führte Lucas di Grassi in der Fahrerwertung mit zehn Punkten Vorsprung vor Sam Bird und mit 15 Punkten Vorsprung auf Sébastien Buemi. Alle drei Fahrer hatten zuvor jeweils einen ePrix gewonnen. In der Teamwertung hatte e.dams elf Punkte Vorsprung auf Virgin und 23 Punkte Vorsprung auf Audi Sport Abt. Alle drei Teams hatten zuvor jeweils einen ePrix gewonnen.
Nelson Piquet jr. erhielt für das Missachten von gelben Flaggen beim Buenos Aires ePrix eine Strafe in Form der Rückversetzung von fünf Plätzen in der Startaufstellung, Jarno Trulli eine Strafe in Höhe von zehn Plätzen, da an seinem Fahrzeug nach dem Unfall im Qualifying von Buenos Aires das Getriebe gewechselt wurde. Nach dem Rennen in Buenos Aires kam heraus, dass es hier einen Interpretationsfehler der Rennkommissare gab und Trulli die Strafe bereits in Buenos Aires abgesessen hatte. Da er aufgrund des Unfalls keine Zeit gesetzt hatte und als Letzter gestartet war, blieb diese jedoch ohne Auswirkungen.
Bei Andretti Autosport gab es ein Fahrerwechsel. Scott Speed übernahm das Cockpit von Marco Andretti.
Auch bei Dragon Racing gab es einen Fahrerwechsel, Loïc Duval übernahm das Cockpit von Oriol Servià, der als einziger Fahrer die ersten vier Rennen in den Punkterängen beendet hatte. Servià blieb jedoch bei Dragon Racing und übernahm die Position des Managing Directors.
Bei China Racing wird Ho-Pin Tung durch Charles Pic ersetzt. Pic hatte das erste Saisonrennen, den Beijing ePrix 2014, für Andretti bestritten und den vierten Platz belegt.
Michela Cerruti gab ihr Cockpit beim Trulli Formula E Team aus eigenem Antrieb ab. Als Ersatz wurde kurzfristig Vitantonio Liuzzi verpflichtet.
Salvador Durán, Bruno Senna und Jean-Éric Vergne erhielten einen sogenannten FanBoost, sie durften im Rennen die Leistung jedes ihrer beiden Wagen für maximal fünf Sekunden von 150 kW (204 PS) auf 180 kW (245 PS) erhöhen. Für Vergne war dies der dritte FanBoost in Folge. Senna erhielt bereits seinen vierten, Durán seinen zweiten FanBoost.

### Training
Ursprünglich sollten zwei freie Trainings abgehalten werden. Das erste freie Training sollte um 08:15 Uhr Ortszeit beginnen und 45 Minuten lang sein, das zweite Training um 10:30 Uhr beginnen und 30 Minuten dauern. Wegen eines Sturms in der Nacht zum Samstag wurde die Strecke jedoch nicht rechtzeitig fertig, es fand daher nur ein freies Training über 30 Minuten statt.
Bird fuhr mit einer Rundenzeit von 1:06,588 Minuten die Bestzeit vor Karun Chandhok und di Grassi.

### Qualifying
Das Qualifying sollte um 12:00 Uhr beginnen und wurde aufgrund der Verschiebung des freien Trainings um zehn Minuten verschoben. Es fand in vier Gruppen zu je fünf Fahrern statt, jede Gruppe hatte aufgrund der Verschiebung nur acht statt ansonsten zehn Minuten Zeit, eine schnelle Runde zu setzen.
Vergne erzielte in 1:05,953 Minuten die Pole-Position vor Piquet, der in der Startaufstellung um fünf Plätze nach hinten versetzt wurde und daher von Platz sieben aus ins Rennen gehen musste. Nicolas Prost rückte in die erste Startreihe auf. Die Top 10 komplettierten Bird, Daniel Abt, Stéphane Sarrazin, di Grassi, Jérôme D’Ambrosio, Jaime Alguersuari und Nick Heidfeld, der jedoch vom Ende des Feldes starten musste, weil er zu viel Energie verbraucht hat. Auch Chandhok wurde wegen zu hohem Energieverbrauch disqualifiziert. Es war die zweite Pole-Position für Vergne.

### Rennen
Das Rennen ging über 39 Runden. Die Startaufstellung erfolgte unmittelbar vor der Ziellinie parallel zur Boxengasse, die Fahrer fuhren von hier aus auf ihre Startpositionen. In Kurve sieben wurden während des gesamten Rennens gelbe Flaggen geschwenkt, da die Strecke hier aufgrund der Boxenausfahrt stark verengt war.
Abt startete besser als die Fahrer vor ihm, kam aber bei der Zufahrt zu Kurve eins an keinem Konkurrenten vorbei. Die Positionen im vorderen Feld blieben zunächst unverändert, es gab beim Anbremsen der ersten Kurve jedoch eine Berührung zwischen Vergne und Prost. Bird ging vor Kurve fünf an Prost vorbei und übernahm Rang zwei. Im hinteren Feld drehte sich Pic ebenfalls in Kurve fünf und musste alle nachfolgenden Fahrer passieren lassen. Am Ende der ersten Runde führte Vergne vor Bird und Prost, dahinter lagen Abt, Sarrazin, di Grassi, Piquet, D’Ambrosio, Speed und Durán.
Durán lag unmittelbar hinter Speed und griff ihn mehrfach an. In Runde drei nutzte er auf der Start-Geraden auch seinen FanBoost, es gelang ihm jedoch nicht, an Speed vorbeizukommen. Bereits zu diesem Zeitpunkt war zu sehen, dass Piquet im vorderen Teil des Feldes der Fahrer war, der am meisten Energie sparte.
Unterdessen lag Bird unmittelbar hinter Vergne, konnte jedoch keinen Überholversuch starten. Senna fuhr zu diesem Zeitpunkt die schnellste Rennrunde, Buemi und er gingen an Alguersuari vorbei. Bis auf Pic lagen in Runde acht alle Fahrer innerhalb von 15 Sekunden. Duval ging ebenfalls an Alguersuari vorbei und fuhr die bis dahin schnellste Rennrunde. In Runde zwölf ging Buemi an Liuzzi vorbei auf Rang elf. Die Spitzengruppe lief auf Pic auf, der alle Fahrer passieren ließ.
Senna ging in Runde 14 an Liuzzi und in Runde 16 an Durán vorbei, der unmittelbar zuvor bereits von Buemi überholt worden war. Eine Runde später schaffte es Duval, Liuzzi zu überholen. Vergne führte vor Bird, Prost, Abt, Sarrazin, di Grassi, Piquet, D’Ambrosio und Speed, die alle innerhalb von sechs Sekunden lagen. Der zehntplatzierte Buemi hatte bereits sieben Sekunden Rückstand auf Speed, lag seinerseits aber mehr als drei Sekunden vor den weiteren Verfolgern. In Runde 17 fuhr Buemi die bis dahin schnellste Runde des Rennens.
Sarrazin berührte in Runde 19 die Streckenbegrenzung in Kurve fünf, konnte jedoch weiterfahren. Di Grassi versuchte, die Situation auszunutzen und Sarrazin zu überholen, kam jedoch nicht vorbei. Liuzzi und Trulli gingen als erste Fahrer zum Fahrzeugwechsel an die Box. Die Mindestzeit für den Fahrerwechsel betrug 63 Sekunden und wurde von keinem Fahrer unterschritten.
In Runde 19 übte Bird starken Druck auf Vergne aus, ging nach einer kleinen Berührung der Fahrzeuge an ihm vorbei und übernahm die Spitze. Vergne, Abt, Sarrazin, di Grassi, D’Ambrosio, Buemi, Senna, Durán und Alguersuari gingen zum Fahrzeugwechsel an die Box. Hier konnten Abt und di Grassi an Vergne vorbeigehen, Sarrazin verlor wegen eines Getriebeproblems beim zweiten Fahrzeug dabei eine ganze Minute und fiel auf Platz 19 zurück. Bird fuhr weiter, obwohl ihm nur noch fünf Prozent der Gesamtenergie von 28 kWh zur Verfügung standen. Er musste in der folgenden Runde das Tempo stark verlangsamen, da die Restenergie keine volle Runde unter Renntempo mehr erlaubte. Prost, Piquet und Speed gingen an ihm vorbei. Alle verbliebenen Fahrer außer Piquet und Heidfeld gingen in Runde 20 zum Fahrzeugwechsel an die Box. Piquet wechselte das Fahrzeug erst in Runde 21, Heidfeld gar erst in Runde 22.
Nach den Boxenstopps lag Abt vor Prost, di Grassi, Vergne, Speed, D’Ambrosio, Bird, Buemi, Piquet und Senna. Vergne und Piquet hatten mit 70 beziehungsweise 72 Sekunden den langsamsten Fahrzeugwechsel absolviert und so Positionen verloren. Im Gegensatz dazu hatte Speed mit 63 Sekunden genau die Mindestzeit eingehalten und Positionen gewonnen.
Chandhok erhielt in Runde 23 eine Durchfahrtstrafe. In Runde 24 ging Speed an Vergne vorbei und war nun Vierter. In Runde 26 fuhr der zehntplatzierte Senna in die Box und gab das Rennen mit einer gebrochenen Radaufhängung auf. D’Ambrosio überholte Vergne in Runde 28. Piquet, der wegen des späteren Fahrzeugwechsels deutlich mehr Energie als seine direkten Konkurrenten hatte, fuhr mehrmals hintereinander die bis dahin schnellste Rennrunde, ging in Runde 28 an Buemi, in Runde 30 an Bird und zwei Runden später auch an Vergne vorbei.
António Félix da Costa überholte Bird in Runde 34, dabei kam es zu einer Berührung der beiden Fahrzeuge. Im weiteren Verlauf der Runde ging Speed an di Grassi vorbei und lag damit auf dem dritten Rang. Er holte auf Abt und Prost auf und setzte beide unter Druck. Di Grassi hatte Temperaturprobleme bei seiner Batterie und daher weniger Leistung zur Verfügung. Er verlor in Runde 37 weitere Position, D’Ambrosio, Piquet, Vergne, Buemi und Félix da Costa gingen an ihm vorbei, eine Runde später Duval und in der letzten Runde auch Bird.
Im Gegensatz zu seinen Verfolgern musste Abt in Runde 38 Energie sparen, so konnten Prost und Speed kurz hintereinander an ihm vorbeigehen. Vergne, der zu diesem Zeitpunkt auf Rang sechs lag, musste sein Fahrzeug am Ende der Runde abstellen. Speed griff nun auch Prost an, der in Kurve sieben leicht die Streckenbegrenzung touchierte, jedoch weiterfahren konnte. Speed gelang bis zum Ziel kein Angriff mehr auf Prost, Abt konnte sich nur mit Mühe gegen D’Ambrosio verteidigen. Buemi musste in der letzten Runde ebenfalls Energie sparen und fiel so noch aus den Punkterängen.
Prost gewann das Rennen vor Speed und Abt. Die Top 10 komplettierten D’Ambrosio, Piquet, Félix da Costa, Duval, Bird, di Grassi und Durán. Die zwei Punkte für die schnellste Rennrunde gingen an Piquet. Es war das erste Formel-E-Rennen, in dem es keine Safety-Car-Phase gab.
Prost übernahm mit seinem ersten Sieg die Führung in der Fahrerwertung vor di Grassi und Bird. e.dams baute die Führung in der Teamwertung aus, ABT zog wieder an Virgin vorbei und lag nun auf Rang zwei.

## Meldeliste
Alle Teams und Fahrer verwenden das Fahrzeug Spark-Renault SRT_01E und Reifen von Michelin.
| Team                              | Nr. | Fahrer                 |
| --------------------------------- | --- | ---------------------- |
| Virgin Racing Formula E Team      | 2   | Sam Bird               |
| Virgin Racing Formula E Team      | 3   | Jaime Alguersuari      |
| Mahindra Racing Formula E Team    | 5   | Karun Chandhok         |
| Mahindra Racing Formula E Team    | 21  | Bruno Senna            |
| Dragon Racing Formula E Team      | 6   | Loïc Duval             |
| Dragon Racing Formula E Team      | 7   | Jérôme D’Ambrosio      |
| Team e.dams Renault               | 8   | Nicolas Prost          |
| Team e.dams Renault               | 9   | Sébastien Buemi        |
| Trulli Formula E Team             | 10  | Jarno Trulli           |
| Trulli Formula E Team             | 18  | Vitantonio Liuzzi      |
| Audi Sport ABT Formula E Team     | 11  | Lucas di Grassi        |
| Audi Sport ABT Formula E Team     | 66  | Daniel Abt             |
| Venturi Formula E Team            | 23  | Nick Heidfeld          |
| Venturi Formula E Team            | 30  | Stéphane Sarrazin      |
| Andretti Autosport Formula E Team | 27  | Jean-Éric Vergne       |
| Andretti Autosport Formula E Team | 28  | Scott Speed            |
| Amlin Aguri                       | 55  | António Félix da Costa |
| Amlin Aguri                       | 77  | Salvador Durán         |
| China Racing Formula E Team       | 88  | Charles Pic            |
| China Racing Formula E Team       | 99  | Nelson Piquet jr.      |

## Klassifikationen

### Qualifying
| 01                                                                     | Jean-Éric Vergne       | Andretti Autosport Formula E Team | 1:05,953 | 01 |
| 02                                                                     | Nelson Piquet jr.      | China Racing Formula E Team       | 1:06,003 | 07 |
| 03                                                                     | Nicolas Prost          | Team e.dams Renault               | 1:06,167 | 02 |
| 04                                                                     | Sam Bird               | Virgin Racing Formula E Team      | 1:06,170 | 03 |
| 05                                                                     | Daniel Abt             | Audi Sport ABT Formula E Team     | 1:06,255 | 04 |
| 06                                                                     | Stéphane Sarrazin      | Venturi Formula E Team            | 1:06,389 | 05 |
| 07                                                                     | Lucas di Grassi        | Audi Sport ABT Formula E Team     | 1:06,424 | 06 |
| 08                                                                     | Jérôme D’Ambrosio      | Dragon Racing Formula E Team      | 1:06,502 | 08 |
| 09                                                                     | Jaime Alguersuari      | Virgin Racing Formula E Team      | 1:06,503 | 09 |
| 10                                                                     | Scott Speed            | Andretti Autosport Formula E Team | 1:06,527 | 10 |
| 11                                                                     | Vitantonio Liuzzi      | Trulli Formula E Team             | 1:06,836 | 11 |
| 12                                                                     | Salvador Durán         | Amlin Aguri                       | 1:06,888 | 12 |
| 13                                                                     | Sébastien Buemi        | Team e.dams Renault               | 1:07,037 | 13 |
| 14                                                                     | Jarno Trulli           | Trulli Formula E Team             | 1:07,163 | 14 |
| 15                                                                     | Bruno Senna            | Mahindra Racing Formula E Team    | 1:07,283 | 15 |
| 16                                                                     | António Félix da Costa | Amlin Aguri                       | 1:07,678 | 16 |
| 17                                                                     | Charles Pic            | China Racing Formula E Team       | 1:08,243 | 17 |
| 18                                                                     | Loïc Duval             | Dragon Racing Formula E Team      | 1:09,454 | 18 |
| 110-Prozent-Zeit: 1:12,548 min (bezogen auf Bestzeit von 1:05,953 min) |                        |                                   |          |    |
| EX                                                                     | Nick Heidfeld          | Venturi Formula E Team            | 1:06,510 | 19 |
| EX                                                                     | Karun Chandhok         | Mahindra Racing Formula E Team    | 1:07,223 | 20 |

Anmerkungen
1. ↑  Nick Heidfeld wurde aus der Wertung ausgeschlossen, da er zu viel Energie verbraucht hatte.
2. ↑  Karun Chandhok wurde aus der Wertung ausgeschlossen, da er zu viel Energie verbraucht hatte.

### Rennen
| Pos. | Fahrer                 | Team                              | Runden | Zeit       | Start | Schnellste Runde |
| ---- | ---------------------- | --------------------------------- | ------ | ---------- | ----- | ---------------- |
| 01   | Nicolas Prost          | Team e.dams Renault               | 39     | 46:12,349  | 02    | 1:08,916 (26.)   |
| 02   | Scott Speed            | Andretti Autosport Formula E Team | 39     | + 0,433    | 10    | 1:08,786 (25.)   |
| 03   | Daniel Abt             | Audi Sport ABT Formula E Team     | 39     | + 5,518    | 04    | 1:08,918 (24.)   |
| 04   | Jérôme D’Ambrosio      | Dragon Racing Formula E Team      | 39     | + 5,941    | 08    | 1:08,739 (26.)   |
| 05   | Nelson Piquet jr.      | China Racing Formula E Team       | 39     | + 6,426    | 07    | 1:07,969 (29.)   |
| 06   | António Félix da Costa | Amlin Aguri                       | 39     | + 8,754    | 16    | 1:08,481 (31.)   |
| 07   | Loïc Duval             | Dragon Racing Formula E Team      | 39     | + 19,817   | 18    | 1:08,391 (36.)   |
| 08   | Sam Bird               | Virgin Racing Formula E Team      | 39     | + 20,631   | 03    | 1:08,718 (28.)   |
| 09   | Lucas di Grassi        | Audi Sport ABT Formula E Team     | 39     | + 24,587   | 06    | 1:09,021 (25.)   |
| 10   | Salvador Durán         | Amlin Aguri                       | 39     | + 43,883   | 12    | 1:08,710 (22.)   |
| 11   | Jaime Alguersuari      | Virgin Racing Formula E Team      | 39     | + 47,878   | 09    | 1:08,854 (27.)   |
| 12   | Nick Heidfeld          | Venturi Formula E Team            | 39     | + 1:04,587 | 19    | 1:08,863 (32.)   |
| 13   | Sébastien Buemi        | Team e.dams Renault               | 39     | + 1:23,539 | 13    | 1:08,390 (34.)   |
| 14   | Karun Chandhok         | Mahindra Racing Formula E Team    | 39     | + 1 Runde  | 20    | 1:08,765 (32.)   |
| 15   | Jarno Trulli           | Trulli Formula E Team             | 38     | + 1 Runde  | 14    | 1:09,511 (20.)   |
| 16   | Vitantonio Liuzzi      | Trulli Formula E Team             | 38     | + 1 Runde  | 11    | 1:09,777 (08.)   |
| 17   | Charles Pic            | China Racing Formula E Team       | 38     | + 1 Runde  | 17    | 1:09,264 (33.)   |
| 18   | Jean-Éric Vergne       | Andretti Autosport Formula E Team | 37     | DNF        | 01    | 1:08,857 (26.)   |
| —    | Stéphane Sarrazin      | Venturi Formula E Team            | 31     | DNF        | 05    | 1:08,824 (25.)   |
| —    | Bruno Senna            | Mahindra Racing Formula E Team    | 25     | DNF        | 15    | 1:08,947 (23.)   |

## Meisterschaftsstände nach dem Rennen
Die ersten zehn des Rennens bekamen 25, 18, 15, 12, 10, 8, 6, 4, 2 bzw. 1 Punkt(e). Zusätzlich gab es drei Punkte für die Pole-Position und zwei Punkte für die schnellste Rennrunde.

### Fahrerwertung
| Pos. | Fahrer                 | Team                              | Punkte |
| ---- | ---------------------- | --------------------------------- | ------ |
| 01   | Nicolas Prost          | Team e.dams Renault               | 67     |
| 02   | Lucas di Grassi        | Audi Sport ABT Formula E Team     | 60     |
| 03   | Sam Bird               | Virgin Racing Formula E Team      | 52     |
| 04   | Nelson Piquet jr.      | China Racing Formula E Team       | 49     |
| 05   | Sébastien Buemi        | Team e.dams Renault               | 43     |
| 06   | António Félix da Costa | Amlin Aguri                       | 37     |
| 07   | Jérôme D’Ambrosio      | Dragon Racing Formula E Team      | 34     |
| 08   | Jaime Alguersuari      | Virgin Racing Formula E Team      | 26     |
| 09   | Daniel Abt             | Audi Sport ABT Formula E Team     | 19     |
| 10   | Franck Montagny        | Andretti Autosport Formula E Team | 18     |
| 11   | Scott Speed            | Andretti Autosport Formula E Team | 18     |
| 12   | Karun Chandhok         | Mahindra Racing Formula E Team    | 18     |
| 13   | Bruno Senna            | Mahindra Racing Formula E Team    | 18     |
| 14   | Oriol Servià           | Dragon Racing Formula E Team      | 16     |
| 15   | Jean-Éric Vergne       | Andretti Autosport Formula E Team | 14     |

| Pos. | Fahrer            | Team                                                          | Punkte |
| ---- | ----------------- | ------------------------------------------------------------- | ------ |
| 16   | Jarno Trulli      | Trulli Formula E Team                                         | 12     |
| 17   | Charles Pic       | Andretti Autosport Formula E Team China Racing Formula E Team | 12     |
| 18   | Loïc Duval        | Dragon Racing Formula E Team                                  | 6      |
| 19   | Nick Heidfeld     | Venturi Formula E Team                                        | 5      |
| 20   | Stéphane Sarrazin | Venturi Formula E Team                                        | 3      |
| 21   | Takuma Satō       | Amlin Aguri                                                   | 2      |
| 22   | Salvador Durán    | Amlin Aguri                                                   | 1      |
| 23   | Ho-Pin Tung       | China Racing Formula E Team                                   | 0      |
| 24   | Antonio García    | China Racing Formula E Team                                   | 0      |
| 25   | Michela Cerruti   | Trulli Formula E Team                                         | 0      |
| 26   | Marco Andretti    | Andretti Autosport Formula E Team                             | 0      |
| 27   | Matthew Brabham   | Andretti Autosport Formula E Team                             | 0      |
| 28   | Katherine Legge   | Amlin Aguri                                                   | 0      |
| 29   | Vitantonio Liuzzi | Trulli Formula E Team                                         | 0      |

### Teamwertung
| Pos. | Team                              | Punkte |
| ---- | --------------------------------- | ------ |
| 01   | Team e.dams Renault               | 110    |
| 02   | Audi Sport ABT Formula E Team     | 79     |
| 03   | Virgin Racing Formula E Team      | 78     |
| 04   | Andretti Autosport Formula E Team | 62     |
| 05   | Dragon Racing Formula E Team      | 56     |

| Pos. | Team                           | Punkte |
| ---- | ------------------------------ | ------ |
| 06   | China Racing Formula E Team    | 49     |
| 07   | Amlin Aguri                    | 40     |
| 08   | Mahindra Racing Formula E Team | 36     |
| 09   | Trulli Formula E Team          | 12     |
| 10   | Venturi Formula E Team         | 8      |